# Hartmann
Hartmann ist ein deutscher Familienname.

## Herkunft und Bedeutung
Hartmann ist ein alter deutscher Vorname. Siehe dazu Hartmann (Vorname).

## Namensträger

### A
- Adalbert Hartmann (1895–1949), böhmischer Jurist und Politiker
- Adam Hartmann, deutscher Landrat
- Adele Hartmann (1881–1937), deutsche Medizinerin
- Adolf Hartmann (Jurist) (Friedrich Adolf Johannes Karl Hartmann; 1824–1897), deutscher Jurist und Geheimer Legationsrat
- Adolf Hartmann (Chemiker) (1882–1959), Schweizer Lebensmittelchemiker und Quellengeologe
- Adolf Hartmann (Maler) (1900–1972), deutscher Maler
- Alfred Georg Hartmann (1874–1930), deutscher Schriftsteller und Journalist
- Albert von Hartmann (1805–1865), deutscher Oberstleutnant und Politiker, Abgeordneter der Frankfurter Nationalversammlung
- Albert Hartmann (Fabrikant) (1846–1909), deutscher Fabrikant
- Albert Hartmann (Künstler) (1868–1928), deutscher Künstler und Hochschullehrer
- Albert Hartmann (Bibliothekar) (1885–1973), deutscher Bibliothekar
- Albert Hartmann (Politiker) (1899–1991), deutscher Landwirt und Politiker (CDU)
- Alex Hartmann (Alexander Hartmann; * 1993), australischer Sprinter
- Alexander von Hartmann (1890–1943), deutscher General der Infanterie
- Alexander Hartmann (Physiker) (* 1968), deutscher Physiker und Hochschullehrer
- Alexandra Hartmann (1969–2014), deutsche Schauspielerin
- Alfons Hartmann (1915–1943), deutscher Widerstandskämpfer
- Alfred Hartmann (Schriftsteller) (1814–1897), Schweizer Schriftsteller
- Alfred Hartmann (Übersetzer) (1883–1960), Schweizer Übersetzer
- Alfred Hartmann (Manager) (1894–1967), deutscher Manager und Staatssekretär
- Alfred Hartmann (Rennfahrer) (1910–2001), deutscher Motorrad- und Automobilrennfahrer, Motortuner und Unternehmer
- Alfred Hartmann (Reeder) (* 1947), deutscher Reeder, Gründer der Hartmann Reederei
- Alina Hartmann (* 1995), deutsche Basketballspielerin
- Alois Hartmann (* 1936), Schweizer Journalist und Politiker
- Alwin Hartmann (Politiker, 1840) (1840–1921), deutscher Jurist und Politiker, MdR
- Alwin Hartmann (Politiker, 1863) (1863–1934), deutscher Postbeamter und Politiker, MdL Reuß jüngerer Linie
- Anastasius Hartmann (1803–1866), Schweizer Missionar und Apostolischer Vikar von Bombay und Patna
- André Hartmann (* 1976), deutscher Musikkabarettist und Conferencier
- Andrea Lehner-Hartmann (* 1961), österreichische Theologin, Religionspädagogin und Hochschullehrerin

- Andreas Hartmann (Dramatiker) (um 1540–um 1600), deutscher Dramatiker
- Andreas Hartmann (Schriftsteller) (um 1612–nach 1682), deutscher Schriftsteller
- Andreas Hartmann (Volkskundler) (* 1952), deutscher Volkskundler
- Andreas Hartmann (Politiker) (* 1956), Schweizer Politiker (FDP)
- Andreas Hartmann (Autor) (* 1959), deutscher Buchautor und Sportler
- Andreas Hartmann (Geiger) (* 1960), deutscher Violinist und Konzertmeister
- Andreas Hartmann (Architekt), deutscher Architekt und Politiker
- Andreas Hartmann (Schriftsteller, 1973) (* 1973), deutscher Schriftsteller
- Andreas Hartmann (Althistoriker) (* 1977), deutscher Althistoriker
- Andreas Hartmann (Nordischer Kombinierer) (* 1980), Schweizer Nordischer Kombinierer
- Andreas Hartmann (Kameramann) (* 1983), deutscher Filmregisseur und Kameramann
- Andreas Müller-Hartmann, deutscher Didaktiker und Hochschullehrer
- Angelika Hartmann (Pädagogin) (1829–1917), deutsche Pädagogin
- Angelika Hartmann (Islamwissenschaftlerin) (1944–2023), deutsche Islamwissenschaftlerin
- Anke Hartmann (* 1980), deutsche Eisschnellläuferin, siehe Anke Blöchl
- Anna Katharina Hartmann (1827–1907), österreichische Tagebuchautorin, siehe Erinnerungen einer alten Wienerin #Die Autorin Anna Hartmann
- Anna Sofie Hartmann (* 1984), dänische Regisseurin und Drehbuchautorin
- Annalea Hartmann (* 1965), Schweizer Beachvolleyballspielerin
- Anne Hartmann (* 1954), deutsche Slawistin und Germanistin
- Anny Hartmann (* 1970), deutsche Kabarettistin
- Anselm Hartmann (Musikwissenschaftler) (* 1959), deutscher Pianist und Musikwissenschaftler
- Anselm Hartmann (Basketballspieler) (* 1993), deutscher Basketballspieler
- Antoine Hartmann (1817–1891), luxemburgischer Architekt
- Anton Hartmann (Schauspieler) (1860–1912), deutscher Schauspieler und Theaterdirektor
- Anton Hartmann (Mikrobiologe) (* 1949), deutscher Mikrobiologe und Hochschullehrer
- Anton Hartmann von Hartenthal (1777–1844), österreichischer Feldmarschallleutnant
- Anton Theodor Hartmann (1774–1838), deutscher Orientalist und Theologe
- Armin Hartmann (* 1977), Schweizer Politiker (SVP) und Unternehmer
- Arndt Hartmann (* 1963), deutscher Pathologe und Hochschullehrer
- Arnold Hartmann (1861–1919), deutscher Architekt
- Arthur Hartmann (1849–1931), deutscher HNO-Arzt
- August Hartmann (Maler) (1699–1764), deutscher Maler
- August von Hartmann (Staatsrat) (1764–1849), deutscher Beamter, Kameralist und Hochschullehrer
- August Hartmann (Volkskundler) (1846–1917), deutscher Bibliothekar und Volkskundler
- August Hartmann (Politiker) (1931–2008), deutscher Politiker (SPD)
- August Hartmann (Orgelbauer) (1931–2011), deutscher Orgelbauer
- Axel Hartmann (Diplomat) (* 1948), deutscher Diplomat
- Axel Hartmann (Designer), deutscher Industriedesigner

### B
- Barbara Hartmann (* 1961), Schweizer Squashspielerin
- Bastian Hartmann (* 1984), deutscher Politiker (SPD), MdL NRW
- Benedikt Hartmann (1873–1955), Schweizer reformierter Pfarrer
- Benjamin Hartmann (* 1990), deutscher Dirigent
- Benno Hartmann (1924–2001), deutscher Fußballspieler
- Bernd Hartmann (Bildhauer) (Bernd Hartmann-Wiedenbrück, Bernd Hartmann-Lintel; 1905–1972), deutscher Bildhauer
- Bernd J. Hartmann (* 1973), deutscher Rechtswissenschaftler
- Bernhard Hartmann (Dirigent) (1885–nach 1952), deutscher Dirigent und Komponist
- Bernhard Hartmann (Wirtschaftswissenschaftler) (1916–1989), deutscher Wirtschaftswissenschaftler
- Bernhard Hartmann (Fußballspieler) (* 1947), deutscher Fußballtorwart
- Bernhard Hartmann (Übersetzer) (* 1972), deutscher Polonist, Germanistik und Übersetzer
- Bruno Hartmann (Politiker) (1898–1963), deutscher Politiker (CDU)
- Bruno Hartmann (Ringer) (* 1946), österreichischer Ringer

### C
- Carl Hartmann (Maler) (1818–1857), deutsch-britischer Maler
- Carl Hartmann (Bildhauer) (1837–1901), dänischer Bildhauer
- Carl Hartmann (Politiker) (1853–1925), deutscher Politiker
- Carl Hartmann (Ingenieur) (1856–1937), deutscher Ingenieur
- Carl Hartmann (Fußballspieler) (1894–1971), deutscher Fußballspieler
- Carl Hartmann (Tenor) (1895–1969), deutscher Tenor
- Carl Friedrich Hartmann (1788–1864), Elsässer Dichter
- Carl Friedrich Alexander Hartmann (1796–1863), deutscher Mineraloge und Metallurg
- Carl Johann Hartmann (1790–1849), schwedischer Arzt und Botaniker
- Carl Wilhelm Hartmann  (1880–1957), norwegischer Jurist und Politiker
- Carmen Cardelle de Hartmann (* 1963), spanisch-deutsche Philologin
- Carolin Hartmann (* 1987), deutsche Schauspielerin
- Caroline Hartmann (1807–1834), deutsche Pianistin
- Cecília Hartmann-Berkes (* 1931), ungarische Kanutin
- Charline Hartmann (* 1985), deutsche Fußballspielerin
- Charlotte Hartmann-Solle (1898–1986), deutsche Malerin und Keramikerin
- Charlotte Hartmann (1910–?), deutsche Schauspielerin und Model
- Christian Hartmann (Politiker, 1882) (1882–1961), deutscher Politiker, MdL Württemberg
- Christian Hartmann (Sportwissenschaftler), deutscher Sportwissenschaftler, Hochschullehrer
- Christian Hartmann (Historiker) (* 1959), deutscher Historiker
- Christian Hartmann (Kameramann) (* 1966), deutscher Kameramann und Fotograf
- Christian Hartmann (Politiker, 1974) (* 1974), deutscher Politiker (CDU)
- Christian Hartmann (* 1994), deutscher Rundfunkmoderator, siehe Chris Hartmann
- Christine Hartmann (* 1968), deutsche Regisseurin
- Christof Hartmann (* 1967), deutscher Politikwissenschaftler
- Christoph Hartmann (Benediktiner) (1565–1637), Schweizer Benediktiner und Bibliothekar
- Christoph Hartmann (Oboist) (* 1965), deutscher Oboist
- Christoph Hartmann (Politiker) (* 1972), deutscher Politiker (FDP/DPS)
- Conrad Hartmann (1779–1848), deutscher Gutsbesitzer, Bürgermeister und Politiker

### D
- Daniel Hartmann (Arbeiter) (1854–1952), deutscher Sandgrubenarbeiter, Finder des Unterkiefers von Mauer
- Daniel Hartmann (Bürgermeister) (* 1977), deutscher Kommunalpolitiker (parteilos)
- Deborah Hartmann (* 1984), österreichisch-israelische Politikwissenschaftlerin und Autorin
- Detlef Hartmann (* 1941), deutscher Anwalt, Autor und Aktivist
- Detlef Hartmann (Fußballspieler) (* 1965), deutscher Fußballspieler
- Dieter Hartmann (Leichtathlet) (* 1938), deutscher Mittelstreckenläufer
- Dieter Hartmann (Maler) (1939–2022), deutscher Glasmaler und Grafiker
- Dieter Hartmann (Mediziner) (1962–2021), deutscher Mediziner und Hochschullehrer
- Dietrich Hartmann (* 1944), deutscher Bauingenieur und Hochschullehrer
- Dirk Hartmann (* 1964), deutscher Psychologe und Philosoph
- Dirk Hartmann (Fußballspieler) (* 1965), deutscher Fußballspieler
- Dirk Hartmann (Handballspieler) (* 1982), deutscher Handballspieler
- Djenabou Diallo-Hartmann (* 1985), deutsche Politikerin (Bündnis 90/Die Grünen)

### E
- Eberhard von Hartmann (1824–1891), deutscher General der Infanterie
- Eduard von Hartmann (1842–1906), deutscher Philosoph
- Eduard Hartmann (Naturphilosoph) (1874–1952), deutscher Naturphilosoph
- Eduard Hartmann (1904–1966), österreichischer Politiker
- Eduard Hartmann (Politiker, 1940) (* 1940), deutscher Politiker (SPD)
- Eduard Hartmann (Eishockeyspieler) (* 1965), slowakischer Eishockeytorwart
- Edwin Hartmann (1910–1996), österreichischer Soldat und Skisportler
- Egon Hartmann (Architekt) (1919–2009), deutscher Architekt und Stadtplaner
- Egon Hartmann (Übersetzer) (1928–1996), deutscher Übersetzer
- Elena Hartmann (* 1990), Schweizer Radrennfahrerin
- Elfriede Hartmann (1921–1943), österreichische Widerstandskämpferin
- Elke Hartmann (1969–2021), deutsche Althistorikerin
- Else Sapatka-Hartmann (1872–1945), Malerin und Kunstgewerblerin
- Emil Hartmann (Komponist) (1836–1898), dänischer Komponist
- Emil Hartmann (Offizier) (1843–1914), königlich preußischer Offizier, Freimaurer und Militärschriftsteller
- Emil Hartmann (Politiker, 1868) (1868–1942), deutscher  Konsumgenossenschafter und Politiker (SPD)
- Emil Hartmann (Lehrer) (1878–1967), deutscher Lehrer und Autor
- Emil Hartmann (Politiker, 1896) (1896–1963), deutscher Politiker (GB/BHE)
- Emil Hartmann (Reeder) (1927–2007), deutscher Reeder
- Erhard Hartmann (* 1957), österreichischer Schauspieler
- Erich Hartmann (Maler) (1886–1974), deutscher Maler und Grafiker
- Erich Hartmann (Politiker) (1896–1976), deutscher Politiker (NSDAP)
- Erich Hartmann (SS-Mitglied) (1897–1960), deutscher SS-Obersturmbannführer
- Erich Hartmann (Musiker) (1920–2020), deutscher Kontrabassist und Komponist
- Erich Hartmann (Jagdflieger) (1922–1993), deutscher Jagdflieger
- Erich Hartmann (Fotograf) (1922–1999), deutsch-US-amerikanischer Fotograf
- Ernst von Hartmann (1817–1883), preußischer General der Infanterie
- Ernst Hartmann (Maler) (1818–1900), deutscher Maler
- Ernst Hartmann (Schauspieler) (1844–1911), deutscher Schauspieler
- Ernst Hartmann (SS-Mitglied) (1897–1945), deutscher SS-Brigadeführer und Generalmajor der Polizei
- Ernst Hartmann (Heimatforscher) (1901–1988), deutscher Lehrer und Heimatforscher
- Ernst Hartmann (Mediziner) (1915–1992), deutscher Arzt, Buchautor und Publizist
- Ernst Hartmann von Franzenshuld (1840–1884), österreichischer Heraldiker und Numismatiker
- Ernst Gaida-Hartmann (* 1957), deutscher Musiker, Texter, Komponist und Toningenieur
- Ernst Friedrich Gustav von Hartmann (1767–1851), deutscher Mediziner, siehe Friedrich von Hartmann
- Erwin Hartmann (Physiker) (1924–2012), deutscher Physiker
- Erwin Müller-Hartmann (1941–2020), deutscher Physiker
- Eugen Hartmann (1853–1915), deutscher Elektrotechniker
- Evi Hartmann (* 1973), deutsche Wirtschaftsingenieurin, Betriebswirtin und Hochschullehrerin

### F
- Fabrice Hartmann (* 2001), deutscher Fußballspieler
- Felix von Hartmann (1851–1919), deutscher Geistlicher, Erzbischof von Köln
- Felix Hartmann (Rechtswissenschaftler) (* 1976), deutscher Rechtswissenschaftler und Hochschullehrer
- Felix Otto Hartmann (1891–1974), deutscher Lyriker
- Ferdinand Hartmann (Abt) (1654–1731), deutscher Abt im Kloster Heisterbach
- Ferdinand Hartmann (Maler) (1774–1842), deutscher Historienmaler
- Ferdinand Hartmann (Textilunternehmer) (1790–1842), deutscher Textilunternehmer
- Ferdinand von Hartmann (1842–1907), deutscher Generalleutnant
- Florence Hartmann (* 1963), französische Journalistin und Autorin
- Florian Hartmann (Historiker) (* 1975), deutscher Historiker
- Florian Hartmann (Politiker) (* 1986), deutscher Politiker
- Frank Hartmann (Ringer) (1949–2024), deutscher Ringer und Trainer
- Frank Hartmann (Musiker) (* 1958), deutscher Gitarrist, Autor und Musiklehrer
- Frank Hartmann (Medienwissenschaftler) (1959–2019), österreichischer Medienphilosoph und Hochschullehrer
- Frank Hartmann (Fußballspieler, August 1960) (* 1960), deutscher Fußballspieler (Hannover 96, FC Bayern München)
- Frank Hartmann (Fußballspieler, September 1960) (* 1960), deutscher Fußballspieler (1. FC Köln, FC Schalke 04, 1. FC Kaiserslautern, SG Wattenscheid 09)
- Frank Hartmann (Diplomat) (* 1965), deutscher Diplomat
- Frank Hartmann (Tennisspieler) (* 1979), deutscher Tennisspieler
- Frank Hartmann (* 1988), deutscher Rapper, siehe Hartmann (Rapper)
- Franz Hartmann (Maler, 1697) (1697–1728), deutscher Maler
- Franz von Hartmann (1808–1895), deutsch-österreichischer Jurist
- Franz Hartmann (Politiker) (1832–nach 1908), deutscher Politiker (Zentrum)
- Franz Hartmann (1838–1912), deutscher Theosoph
- Fritz Hartmann (Maler, 1873) (1873–1929), deutschböhmischer Maler
- Franz Hartmann (Bodenkundler) (1891–1968), österreichischer Bodenkundler
- Franz Hartmann (Maler) (1907–1989), deutscher Maler
- Franz Hartmann (Pädagoge) (1946–2010), deutscher Pädagoge und Gewerkschafter
- Franz Oskar Hartmann, deutscher Architekt
- Franz Xaver Hartmann (Mediziner) (1737–1791), österreichisch-schlesischer Mediziner
- Franz Xaver Hartmann (Maler) (1857–1926), deutscher Maler
- Franziska Hartmann (* 1984), deutsche Theater- und Filmschauspielerin
- Frieda Hartmann (1893–1986), Schweizer Schriftstellerin
- Friedhelm Hans Hartmann (1963–2023), deutscher Komponist
- Friedrich von Hartmann (1767–1851), deutscher Arzt und Paläontologe
- Friedrich Hartmann (Militärwissenschaftler) (1796–1834), deutscher Mathematiker, Kapitän, Militärwissenschaftler und Geodät
- Friedrich Hartmann (Heimatforscher) (1821–1899), deutscher Heimatforscher
- Friedrich Hartmann (Politiker, 1841) (1841–1901), deutscher Landwirt und Politiker (VP, DtVP), MdR
- Friedrich Hartmann (Politiker, 1859) (1859–1934), deutscher Politiker (SPD), MdL Hessen
- Friedrich Hartmann (1866–1937), deutscher Journalist und Schriftsteller, siehe Fritz Hartmann (Schriftsteller)
- Friedrich Hartmann (1871–1937), österreichischer Neurologe, Psychiater und Hochschullehrer, siehe Fritz Hartmann (Mediziner, 1871)
- Friedrich Hartmann (Bauingenieur, 1876) (1876–1945), österreichischer Bauingenieur und Hochschullehrer (Wien)
- Friedrich Hartmann (Bauingenieur, 1878) (1878–nach 1945), deutscher Bauingenieur und Hochschullehrer (Berlin, Stuttgart)
- Friedrich Hartmann (Politiker, 1899) (1899–1985), deutscher Politiker (CDU), MdL Rheinland-Pfalz
- Friedrich Hartmann (Landrat) (1908–1943), deutscher Jurist und Landrat
- Friedrich Hartmann (Architekt) (1910–1966), Schweizer Architekt
- Friedrich Hartmann (Maler) (1912–2000), deutscher Maler
- Friedrich Georg Hartmann (1802–1876), deutscher Verwaltungsjurist und Eisenbahnmanager
- Friedrich Helmut Hartmann (Komponist) (1900–1972), österreichischer Komponist und Musikpädagoge
- Friedrich Hermann Hartmann (1822–1902), deutscher Landschaftsmaler und Fotograf
- Friedrich-Karl Hartmann (1897–1974), deutscher Forstwissenschaftler
- Friedrich Karl Hartmann, Pseudonym von Friedrich Karl Kaul (1906–1981), deutscher Jurist und Schriftsteller
- Friedrich Kaspar Hartmann (1809–1896), deutscher Generalmajor
- Friedrich Wilhelm Hartmann (1809–1874), deutscher Bauingenieur
- Fritz Hartmann (Schriftsteller) (Friedrich Hartmann; 1866–1937), deutscher Schriftsteller
- Fritz Hartmann (Mediziner, 1871) (Friedrich Hartmann; 1871–1937), österreichischer Neurologe, Psychiater und Hochschullehrer
- Fritz Hartmann (Maler, 1873) (1873–1929), böhmischer Maler
- Fritz Hartmann (Bankmanager) (1874–1934), deutscher Bankmanager
- Fritz Hartmann (Maler, 1878) (1878–1961), deutscher Maler
- Fritz Hartmann (Politiker) (1896–1974), deutscher Politiker (SPD)
- Fritz Hartmann (Maler, 1903) (Friedrich Bliklen-Hartmann; 1903–nach 1968), deutscher Maler und Grafiker
- Fritz Hartmann (Mediziner, 1900) (1900–1946), österreichischer Chirurg und Hochschullehrer
- Fritz Hartmann (Gestapo) (1906–1974), deutscher Gestapobeamter
- Fritz Hartmann (Radsportler) (1911–1989), Schweizer Radrennfahrer
- Fritz Hartmann (Mediziner, 1920) (1920–2007), deutscher Arzt und Hochschullehrer
- Fritz Wilhelm Hartmann († 1967), deutsch-österreichischer Industrieller

### G
- Gabi Hartmann (* 1991), französische Jazzsängerin
- Georg Hartmann (Mathematiker) (1489–1564), deutscher Mathematiker und Instrumentenhersteller
- Georg Hartmann (Sänger) (1862–1936), deutscher Opernsänger (Bassbuffo), Opernregisseur und Intendant
- Georg Hartmann (Forscher) (1865–1946), deutscher Major, Afrikaforscher und Kolonialpolitiker
- Georg Hartmann (Fabrikant) (1870–1954), deutscher Unternehmer
- Georg Hartmann (Politiker, 1873) (1873–1932), Schweizer Politiker (FDP)
- Georg Hartmann (Politiker, 1875) (1875–1955), deutscher Politiker (DNVP)
- Georg Hartmann (Komponist) (1887–1954), deutscher Komponist und Heimatschriftsteller
- Georg Hartmann (Intendant) (1891–1972), deutscher Opernregisseur und Intendant
- Georg Hartmann (Politiker, 1895) (1895–1964), österreichischer Politiker (ÖVP), Wiener Landtagsabgeordneter
- Georg Hartmann (Ministerialbeamter) (1909–nach 1952), deutscher Ministerialbeamter
- Georg Hartmann (Schauspieler) (1926–2012), deutscher Schauspieler
- Georg Leonhard Hartmann (1764–1828), Schweizer Maler und Publizist
- Gerd Hartmann (* 1957), deutscher Theaterregisseur und Autor
- Gerhard Hartmann (Mathematiker) (Johann Joseph Gerhard Hartmann; 1806–1880), deutscher Mathematiker, Gymnasial- und Hochschullehrer sowie Kommunalpolitiker
- Gerhard Hartmann (Zoologe) (1938–2010), deutscher Zoologe und Hochschullehrer (Schwerpunkt Ostrakoden)
- Gerhard Hartmann (Theologe) (* 1945), österreichischer römisch-katholischer Kirchenhistoriker
- Gerhard Hartmann (Politiker) (* 1950), deutscher Politiker
- Gerhard Hartmann (Leichtathlet) (* 1955), österreichischer Langstreckenläufer
- Gerhard Hartmann (Fußballspieler) (* 1972), österreichischer Fußballspieler
- Gert Hartmann (Theologe) (1935–2016), deutscher Theologe und Autor
- Gert Hartmann (Politiker) (* 1957), deutscher Politiker (SPD)
- Gisela Wenz-Hartmann (1904–1979), deutsche Schriftstellerin
- Gottfried Hartmann (Philologe) (1850–1925), deutscher Romanist
- Gottfried Ludwig Matthias von Hartmann (1738–1807), königlich preußischer Generalmajor
- Gottlob David Hartmann (1752–1775), deutscher Schriftsteller und Theologe
- Grete (Margareth) Hartmann, geb. Chrobak, (1869–1946), österreichische Bildhauerin und Medailleurin
- Grete (Margaretha) Hartmann (1916–1984), österreichische Illustratorin und Zeichnerin
- Guido Hartmann (1876–1946), deutscher Schriftsteller und Historiker
- Günter Hartmann (* 1930), deutscher Politiker und Parteifunktionär (NDPD)
- Günther Hartmann (1924–2012), deutscher Ethnologe
- Gunther Hartmann (* 1966), deutscher Pharmakologe
- Gustav Hartmann (Manager) (1835–1888), deutscher Manager in der Versicherungswirtschaft
- Gustav Hartmann (Jurist) (1835–1894), deutscher Jurist
- Gustav Hartmann (Unternehmer) (1842–1910), deutscher Ingenieur und Unternehmer
- Gustav Hartmann (Droschkenkutscher) (Eiserner Gustav; 1859–1938), deutscher Droschkenkutscher
- Gustav Hartmann (Politiker, 1861) (1861–1940), deutscher Politiker (DDP)
- Gustav Hartmann (Heimatdichter) (1864–1909), deutscher Heimatdichter
- Gustav Hartmann (Politiker, 1875) (1875–1940), deutscher Politiker (Zentrum), MdL Republik Baden
- Gustav Hartmann, Pseudonym von Gustav Fritz (1885–nach 1945), deutscher Kapellmeister
- Gustav Hartmann (Maler) (1913–1988), österreichischer Maler
- Gustav Hartmann (Politiker, 1916) (1916–1950), deutscher Politiker (SPD), Bürgermeister von Rudolstadt (1947–1949)
- Gustav Hartmann-Moser (1873–1966), Schweizer Politiker
- Gustav Christian Hartmann (1738–1798), deutscher Jurist, Königlich Großbritannischer und Kurfürstlich Braunschweig-Lüneburgischer Kanzlei- und Hofrat

### H
- Hannah Hartmann (* 2005), deutsche Volleyballspielerin
- Hanns Hartmann (Intendant) (1901–1972), deutscher Intendant und Verleger
- Hanns-Peter Hartmann (* 1943), deutscher Politiker (PDS)
- Hans Hartmann (Maler) (1845–1898), deutscher Maler
- Hans Hartmann (Politiker) (1863–1942), deutscher Politiker (DDP), MdL Bayern
- Hans Hartmann (Mundartdichter) (auch Hans Hartmann-Hainfeld; 1870–1954), österreichischer Mundartdichter
- Hans Hartmann (Theologe) (auch Hans Reinold Hartmann; 1888–1976), deutscher Theologe und Schriftsteller
- Hans Hartmann (Radsportler), deutscher Radrennfahrer
- Hans Hartmann (Offizier) (1896–1970), deutscher Offizier und Gerechter unter den Völkern
- Hans Hartmann (Admiral) (1897–1976), deutscher Konteradmiral
- Hans Hartmann (Heimatforscher) (1900–1991), deutscher Lehrer und Heimatforscher
- Hans Hartmann (Judoka) (1905–2002), Schweizer Judoka
- Hans Hartmann (Bergsteiger) (1908–1937), deutscher Bergsteiger
- Hans Hartmann (Keltologe) (1909–2000), deutscher Keltologe
- Hans Hartmann (Grafiker) (1913–1991), Schweizer Grafiker und Eisenplastiker
- Hans Hartmann (Musiker) (1942–2022), Schweizer Jazz-Musiker
- Hans Hartmann-McLean (Hans Rudolf Hartmann; 1862–1946), deutscher Bildhauer, Medailleur und Hochschullehrer
- Hans-Heinz Hartmann (1931–2020), Zahnarzt, Archäologe und Autor in Bad Rappenau im Landkreis Heilbronn
- Hans-Hugo Hartmann (1916–1991), deutscher Automobilrennfahrer
- Harriet Hartmann (1907–1998), deutsch-österreichische Industrielle
- Hauke Hartmann, deutscher Sänger, Musiker, Songwriter, Arrangeur und Musikproduzent
- Heidi Hartmann (Wirtschaftswissenschaftlerin) (* 1945), US-amerikanische Wirtschaftswissenschaftlerin
- Heidi Hartmann (Boxerin) (* 1971), deutsche Boxerin
- Heidrun Hartmann (1942–2016), deutsche Botanikerin
- Heike Hartmann (* 1982), deutsche Eisschnellläuferin
- Heike Suzanne Hartmann-Heesch (* 1969), deutsche Schriftstellerin
- Heiko Michael Hartmann (* 1957), deutscher Jurist und Autor
- Heini Hartmann (1892–nach 1923), deutscher Radrennfahrer
- Heinrich Hartmann (Komponist) (um 1580–1616), deutscher Komponist
- Heinrich Hartmann (Politiker, 1830) (1830–1917), deutscher Politiker, MdL Reuß älterer Linie
- Heinrich Hartmann (Politiker, 1835) (1835–1909), deutscher Politiker (SPD)
- Heinrich Hartmann (Politiker, 1862) (1862–1938), Unternehmer und Abgeordneter
- Heinrich Hartmann (Bildhauer) (1868–1937), deutscher Bildhauer
- Heinrich Hartmann (Politiker, III), deutscher Politiker (BVP), MdL Bayern
- Heinrich Hartmann (Politiker, 1875) (1875–1931), deutscher Politiker (BLVP), MdL Preußen
- Heinrich Hartmann (Politiker, 1886) (1886–1959), deutscher Krankenpfleger und Politiker (SPD)
- Heinrich Hartmann (NS-Funktionär) (1914–2007), deutscher Offizier, Parteifunktionär (NSDAP) und Künstler
- Heinrich Hartmann (Historiker) (* 1977), deutscher Technikhistoriker und Hochschullehrer
- Heinz Hartmann (Mediziner) (1894–1970), österreichischer Psychiater und Psychoanalytiker
- Heinz Hartmann (Fußballtrainer) (1908–nach 1955), deutscher Fußballtrainer
- Heinz Hartmann (Fußballspieler), deutscher Fußballspieler der 1930er Jahre
- Heinz Hartmann (Fußballspieler, 1920) (* 1920), deutscher Fußballspieler
- Heinz Hartmann (Fußballspieler, 1923) (* 1923), deutscher Fußballspieler
- Heinz Hartmann (Soziologe) (1930–2023), deutscher Soziologe
- Helene Hartmann (1843–1898), deutsche Schauspielerin
- Hellmut Hartmann (1895–1986), deutscher Hochschullehrer für anorganische Chemie
- Helmut Hartmann (Fußballspieler, DDR), deutscher Fußballspieler
- Helmut Hartmann (Unternehmer) (* 1929), deutscher Unternehmer
- Helmut Hartmann (* 1931), deutsch-britischer Krimiautor, siehe Henry Seymour (Schriftsteller)
- Helmut Hartmann (Mediziner) (* um 1945), deutscher Veterinär, Physiologe und Hochschullehrer
- Helmut Hartmann (Sozialwissenschaftler) (* 1951), deutscher Sozialwissenschaftler und Autor
- Helmut Hartmann (Fußballspieler) (* 1961), deutscher Fußballspieler
- Henning Hartmann (* 1979), deutscher Schauspieler und Hörspielsprecher
- Henri Albert Hartmann (1860–1952), französischer Chirurg
- Henry Steven Hartmann (1826–1922), US-amerikanischer Arzt und Chirurg
- Hermann Hartmann (Mediziner) (1863–1923), deutscher Arzt, Initiator des Hartmannbundes
- Hermann Hartmann (Unternehmer) (1890–1953), deutscher Unternehmer
- Hermann Hartmann (Chemiker) (1914–1984), deutscher Chemiker
- Hermann Hartmann (Schauspieler), deutscher Schauspieler
- Hermann Hartmann-Drewitz (1879–1966), deutscher Maler
- Hermann Meyer-Hartmann (1929–2020), deutscher Journalist und Publizist
- Hermann Eduard Hartmann (1817–1881), deutschbaltischer Maler und Graphiker
- Hermann Gottlieb Friedrich Hartmann (1826–1901), deutscher Arzt, Lehrer und Schriftsteller
- Horst Hartmann (1923–2006), deutscher Publizist
- Hubert Hartmann (1915–2006), deutscher Bildhauer und Kirchenkünstler
- Hubertus Hartmann (* 1959), deutscher Schauspieler in Film und Theater
- Hugo Hartmann (Komponist) (1862–1907), deutscher Komponist (Westpreußenlied)
- Hugo Hartmann (Architekt) (1922–2004), Schweizer Architekt
- Hugo Hartmann (Ingenieur) (1930–2010), deutscher Ingenieur und Hochschullehrer
- Hugo Friedrich Hartmann (1870–1960), deutscher Maler und Grafiker

### I
- Ilona Hartmann (* 1990), deutsche Autorin und Texterin
- Ilse Hartmann-Tews (* 1956), deutsche Sportsoziologin und Hochschullehrerin
- Immanuel Israel Hartmann (1772–1849), deutscher Verwaltungsjurist im Dienst des Herzogtums bzw. Königreichs Württemberg
- Ingrid Hartmann (1930–2006), deutsche Kanutin
- Ivonne Hartmann (* 1981), deutsche Fußballspielerin

### J
- Jakob von Hartmann (1795–1873), deutscher General
- Jakob Hartmann (Pseudonym Chemifeger Bodemaa; 1876–1956), Schweizer Volksdichter
- Jan Hartmann (* 1980), deutscher Schauspieler
- Jana Hartmann (* 1981), deutsche Leichtathletin
- Jason Hartmann (* 1981), US-amerikanischer Marathonläufer
- Jennifer Hartmann (Geburtsname Klein; * 1987/1988), deutsche Leichtathletin (Hochsprung)
- Jens-Uwe Hartmann (* 1953), deutscher Indologe, Tibetologe und Hochschullehrer
- Joachim Hartmann (1715–1795), deutscher lutherischer Theologe
- Johann Hartmann (Bürgermeister) († 1450), deutscher Schöffe und Politiker, Bürgermeister von Aachen
- Johann Hartmann (Drucker) (1537–1607), deutscher Buchdrucker und Verleger
- Johann Hartmann (Amtskeller) (um 1550–1622), deutscher Beamter
- Johann Hartmann (1568–1631), deutscher Chemiker, Mediziner und Naturforscher, siehe Johannes Hartmann (Universalgelehrter)
- Johann Hartmann (Politiker) (1871–1948), österreichischer Politiker (SDAP)
- Johann Hartmann von Franzenshuld (1764–1840), deutscher Chirurg
- Johann Hartmann von Roggenbach (1620–1683), deutscher Landkomtur
- Johann Adam Hartmann (1748–1836), deutsch-amerikanischer Trapper
- Johann Adolph Hartmann (1680–1744), deutscher Historiker und Hochschullehrer
- Johann Christoph Hartmann (um 1585–nach 1625), deutscher Jurist
- Johann Daniel Wilhelm Hartmann (1793–1862), Schweizer Zoologe, Maler und Kupferstecher
- Johann David Hartmann (1761–1801), deutscher Pädagoge, Philologe und Lyriker
- Johann Ernst Hartmann (1726–1793), deutsch-dänischer Komponist
- Johann Friedrich Hartmann (1735–1800), deutscher Gelehrter
- Johann Georg Hartmann (Hofbeamter) (1731–1811), deutscher Hofbeamter und Kameralist
- Johann Georg Hartmann (Politiker), deutscher Politiker, MdL Württemberg
- Johann Georg Hartmann (1870–1954), deutscher Unternehmer, siehe Georg Hartmann (Fabrikant)
- Johann Georg August Hartmann (1764–1849), deutscher Beamter, Kameralist und Hochschullehrer, siehe August von Hartmann (Staatsrat)
- Johann Heinrich Hartmann (Theologe) (1716–1772), deutscher Theologe
- Johann Heinrich Hartmann (Architekt), deutscher Architekt und Baubeamter
- Johann Heinrich Hartmann (Schreiner) (1828–1908), Schweizer Schreiner
- Johann Heinrich Wilhelm Hartmann (1806–1881), Bürgermeister und Abgeordneter
- Johann Joseph Hartmann (1753–1830), deutsch-schweizerischer Maler und Grafiker
- Johann Joseph Gerhard Hartmann (1806–1880), deutscher Mathematiker
- Johann Ludwig Hartmann (1640–1680), deutscher Theologe und Schriftsteller
- Johann Michael Hartmann (um 1725–um 1810), deutscher Bildhauer
- Johann Peter Emilius Hartmann (1805–1900), dänischer Komponist
- Johann Zacharias Hartmann (1695–1742), deutscher Jurist und Hochschullehrer
- Johannes Hartmann (Universalgelehrter) (Johann Hartmann; 1568–1631), deutscher Universalgelehrter
- Johannes Hartmann (Dichter) (1577–1634), deutscher Dichter
- Johannes Hartmann (Theologe), im 17. Jahrhundert Generalvikar des Bistums Münster
- Johannes Hartmann (Bildhauer) (1869–1952), deutscher Bildhauer
- Johannes Franz Hartmann (1865–1936), deutscher Astronom
- Jonas Hartmann (* 1975), deutscher Schauspieler und Autor
- Jörg Hartmann (1955–1966), deutsches Todesopfer an der Berliner Mauer, siehe Jörg Hartmann und Lothar Schleusener
- Jörg Hartmann (Schauspieler) (* 1969), deutscher Schauspieler
- Jörg Hartmann (Illustrator) (* 1972), deutscher Grafiker und Illustrator
- Jörn Hartmann (* 1964), deutscher Grafiker, Fotograf und Filmemacher
- Josef Hartmann (Politiker, 1662) (1662–1732), österreichischer Jurist, Richter und Politiker, Bürgermeister von Wien
- Josef Hartmann (Politiker, 1880) (1880–1954), österreichischer Politiker (SdP), Abgeordneter zum Nationalrat
- Josef Hartmann (Landrat) (1893/1894–1985), deutscher Politiker
- Josef Hartmann (Historiker) (* 1934), deutscher Archivar und Historiker
- Josef Hartmann (Politiker, 1942) (1942–2009), Schweizer Politiker (CVP), Stadtammann und Kantonsrat
- Joseph Hartmann (Maler) (vor 1721–1789), deutscher Maler und Freskant
- Joseph von Hartmann (1780–1859), deutscher Landrat des Kreises Büren (1817–1843)
- Joseph Hartmann (Fußballspieler) (* 1935), französischer Fußballspieler
- Joseph Adam Hartmann (1812–1885), deutscher Porträtmaler
- Joshua Hartmann (* 1999), deutscher Leichtathlet
- Josias Hartmann (1893–1982), Schweizer Sportschütze
- Julia Hartmann (Schauspielerin) (* 1985), deutsche Schauspielerin
- Julia Hartmann (Leichtathletin) (* 1986), deutsche Hochspringerin
- Julian von Hartmann (1842–1916), deutscher Verwaltungsbeamter und Regierungspräsident
- Julius von Hartmann (General, 1774) (1774–1856), deutscher General der Artillerie
- Julius Hartmann (Theologe) (1806–1879), deutscher evangelischer Theologe
- Julius von Hartmann (General, 1817) (1817–1878), preußischer General der Kavallerie
- Julius Hartmann (General, 1821) (1821–1892), deutscher Generalleutnant
- Julius von Hartmann (Historiker) (1836–1916), deutscher Historiker
- Julius Hartmann (Physiker) (1881–1951), dänischer Physiker

- Jürgen Hartmann (Jurist) (* 1938), deutscher Verwaltungsjurist und Politiker (CDU)
- Jürgen Hartmann (Fußballspieler, 1943) (* 1943), deutscher Fußballspieler
- Jürgen Hartmann (Politikwissenschaftler) (* 1946), deutscher Politikwissenschaftler
- Jürgen Hartmann (Bildhauer) (* 1950), deutscher Bildhauer
- Jürgen Hartmann (Sportschütze) (* 1953), deutscher Sportschütze
- Jürgen Hartmann (Kameramann) (1960–2010), deutscher Kameramann
- Jürgen Hartmann (Fußballspieler, 1962) (* 1962), deutscher Fußballspieler
- Jürgen Hartmann (Schauspieler) (* 1965), deutscher Schauspieler
- Jürgen Hartmann (Fußballspieler, 1970) (* 1970), österreichischer Fußballspieler
- Jutta Hartmann (* 1963), deutsche Erziehungswissenschaftlerin, Hochschullehrerin an der Alice Salomon Hochschule Berlin

### K
- Karel Hartmann (1885–1944), tschechoslowakischer Eishockeyspieler
- Karin Hartmann (* 1959), deutsche Politikerin (SPD)
- Karl Hartmann (Regierungsrat) (1855–1942), deutscher Regierungsrat
- Karl Hartmann (Dichter) (1857–1910), deutscher Dichter
- Karl Hartmann (Maler, 1861) (1861–1927), deutscher Maler
- Karl Hartmann (Maler, 1867) (1867–1948), österreichischer Maler
- Karl Hartmann (Historiker) (1869–1971), deutscher Historiker
- Karl Hartmann (Politiker, 1881) (1881–1945), deutscher Politiker (SPD), Danziger Volkstagsabgeordneter
- Karl Hartmann (Politiker, 1885) (1885–1959), deutscher Politiker (SPD), MdL Thüringen
- Karl Hartmann (Politiker, 1893) (1893–1973), deutscher Politiker (KPD), MdL Niedersachsen
- Karl Hartmann (Beamter), deutscher Politischer Beamter
- Karl Hartmann (Baumeister), deutscher Baumeister
- Karl Hartmann (Unternehmer), deutscher Unternehmer
- Karl Hartmann (Wirtschaftswissenschaftler) (1929–2016), deutscher Wirtschaftswissenschaftler und Hochschullehrer
- Karl Hartmann (Künstler) (* 1941/1942), deutscher Maler
- Karl von Hartmann-Krey (1875–1945), deutscher Verwaltungsjurist
- Karl Amadeus Hartmann (1905–1963), deutscher Komponist
- Karl Friedrich Alexander Hartmann (1796–1863), deutscher Mineraloge und Schriftsteller, siehe Carl Friedrich Alexander Hartmann
- Karlheinz Hartmann (1950–2023), deutscher Schauspieler
- Karl-Heinz Hartmann-Oels (* 1928), deutscher Druckgrafiker
- Karl Julius Hartmann (1893–1965), deutscher Mediziner und Bibliothekar
- Karl-Martin Hartmann (* 1948), deutscher Künstler
- Karl-Otto Hartmann (* 1937), deutscher Fagottist und Hochschullehrer
- Karl Robert Eduard von Hartmann (1842–1906), deutscher Philosoph, siehe Eduard von Hartmann
- Kathrin Hartmann (* 1972), deutsche Journalistin und Autorin
- Katrin Hartmann (* um 1962), deutsche Tiermedizinerin und Hochschullehrerin
- Kerstin Hartmann (Übersetzerin) (Kerstin Silke Hartmann; * 1960), deutsche Übersetzerin
- Kerstin Hartmann (Ruderin) (* 1988), deutsche Ruderin
- Klaus Hartmann (Philosoph, 1925) (1925–1991), deutscher Philosoph
- Klaus Hartmann (Mediziner) (1925–2015), deutscher Psychiater und Psychoanalytiker
- Klaus Hartmann (Fußballfunktionär) (1929–2019), deutscher Manager und Fußballfunktionär
- Klaus Hartmann (Politiker) (1935–1995), deutscher Jurist und Politiker (CSU), MdB
- Klaus Hartmann (Ingenieur) (* 1939), deutscher Ingenieur, Hochschullehrer und Unternehmer
- Klaus Hartmann (Diplomat) (1940–2017), deutscher Diplomat
- Klaus Hartmann (General) (* 1942), deutscher Brigadegeneral
- Klaus Hartmann (Fußballspieler) (* 1950), deutscher Fußballspieler
- Klaus Hartmann (Philosoph, 1954) (* 1954), deutscher Philosoph und Anthroposoph
- Klaus Hartmann (Reeder) (* 1954), deutscher Kapitän und Reeder
- Klaus Hartmann (Eishockeyfunktionär), (* 1960), Präsident des Österreichischen Eishockeyverbandes
- Klaus Hartmann (Soziologe) (* 1962), deutscher Soziologe, Theologe und Hochschullehrer
- Klaus Hartmann (Maler) (* 1969), deutscher Maler
- Klaus H. Hartmann (* 1955), deutscher Bildhauer
- Klaus-Ulrich Hartmann (* 1932), deutscher Immunologe und Hochschullehrer
- Konrad II. Hartmann († 1551), deutscher Zisterzienserabt
- Kristina Hartmann (* 1988), deutsche Radiomoderatorin

### L
- Larissa Hartmann (* 1997), deutsche Schauspielerin
- Lars Hartmann (* 1974), deutscher Musiker, Sänger und Bassist von Extrabreit, Lehrer, siehe Extrabreit
- László Hartmann (1901–1938), ungarischer Rennfahrer
- Laura Hartmann (* 1979), deutsche Chemikerin und Hochschullehrerin
- Lennart Hartmann (* 1991), deutscher Fußballspieler
- Leopold von Hartmann (1734–1791), deutscher Beamter und Landwirt
- Leopold Hartmann (Politiker) (1838–1919), deutscher Richter und Politiker
- Leopold Hartmann (Maler) (1839–1897), dänischer Porträtmaler und Fotograf
- Leopold Hartmann (Pädagoge) (1899–1997), deutscher Pädagoge und Philosoph
- Leopold Ferdinand Theodor Eduard Hartmann (1820–1896), königlich preußischer Generalmajor
- Liesel Hartmann (1895–1989), deutsche Fechterin
- Lilo Hartmann (1910–1986), deutsche Schauspielerin
- Lis Hartmann (1930–2022), dänische Schauspielerin
- Lothar Hartmann (1908–1973), deutscher Rundfunk-Journalist
- Lotte Hartmann-Kottek-Schroeder (* 1937), deutsche Lehrtherapeutin
- Louis Hartmann (1844–1918), deutscher Kaufmann und Politiker
- Luc Hartmann (* 2000), deutscher Volleyballspieler
- Ludo Moritz Hartmann (1865–1924),  österreichischer Historiker, Diplomat und Politiker
- Ludwig von Hartmann (1766–1852), württembergischer Unternehmer, Landtagsabgeordneter
- Ludwig Hartmann (Jurist) (1811–1882), deutscher Jurist
- Ludwig Hartmann (Maler) (1835–1902), deutscher Pferdemaler
- Ludwig Hartmann (Politiker, 1836) (1836–1896), deutscher Unternehmer, Gutsbesitzer und Reichstagsabgeordneter
- Ludwig Hartmann (Komponist) (1836–1910), deutscher Komponist
- Ludwig Hartmann (Autor) (1881–1967), deutscher Mundartdichter
- Ludwig Hartmann (Fußballspieler) (1945–2018), deutscher Fußballspieler
- Ludwig Hartmann (Politiker, 1978) (* 1978), deutscher Politiker (Bündnis 90/Die Grünen), MdL Bayern
- Ludwig Karl Hartmann (1787–1871), preußischer Jurist
- Ludwig Moritz Hartmann (1865–1924), österreichisch-deutscher Politiker (SdP) und Botschafter, siehe Ludo Moritz Hartmann
- Lukas Hartmann (* 1944), Schweizer Schriftsteller

### M
- Manfred Hartmann (* 1933), deutscher Bankdirektor und Politiker
- Manfred Hartmann (Admiral) (* 1950), deutscher Flottillenadmiral
- Manu Hartmann (* 1973), Schweizer Bluesmusikerin
- Manuel Hartmann (* 1984), deutscher Fußballspieler
- Marco Hartmann (* 1988), deutscher Fußballspieler
- Maren Hartmann (* 1967), deutsche Medien- und Kommunikationssoziologin
- Margarethe Hartmann (1805–um 1889), deutsche Schauspielerin
- Maria Hartmann (Missionarin) (1798–1853), deutsche Missionarin
- Maria Hartmann (Politikerin) (* 1955), deutsche Politikerin
- Maria Hartmann (Schauspielerin) (* 1958), deutsche Schauspielerin
- Marion Hartmann (* 1947), deutsche Synchronsprecherin
- Mark Hartmann (* 1992), philippinischer Fußballspieler
- Markus Hartmann (* 1977), österreichischer Politiker (ÖVP)
- Martin Hartmann (1851–1918), deutscher Arabist und Islamwissenschaftler
- Martin Hartmann (Jurist) (1870–1931), deutscher Verwaltungsjurist
- Martin Hartmann (Archäologe) (1943–2017), Schweizer Archäologe
- Martin Hartmann (* 1954), deutscher Musiker, siehe Martin Paul
- Martin Hartmann (Philosoph) (* 1968), deutscher Philosoph
- Martina Hartmann (* 1960), deutsche Historikerin
- Mathias Hartmann (* 1966), deutscher Pfarrer, Rektor und Vorstandsvorsitzender der Diakonie Neuendettelsau
- Matthias Hartmann (Regisseur) (* 1963), deutscher Theaterregisseur und Intendant
- Matthias Hartmann (Wirtschaftswissenschaftler) (1965–2020), deutscher Wirtschaftswissenschaftler und Hochschullehrer
- Mattias Hartmann (1641–1690), deutscher Jurist und Diplomat in schwedischen Diensten
- Max Hartmann (Chemiker) (1884–1952), Schweizer Chemiker
- Max Hartmann (Richter) (1841–1926), deutscher Richter
- Max Hartmann (Politiker) (1874–1910), deutscher Richter und Abgeordneter
- Max Hartmann (Zoologe) (1876–1962), deutscher Zoologe und Naturphilosoph
- Meister Hartmann, deutscher Bildhauer des frühen 15. Jahrhunderts
- Melchior Hartmann (1764–1827), deutscher Orientalist, Theologe und Hochschullehrer
- Melchior Philipp Hartmann (1685–1765), deutscher Mediziner
- Metellus Hartmann (1894–1944), deutscher römisch-katholischer Ordensbruder, Steyler Missionar und Märtyrer
- Michael Hartmann (Journalist) (1948–2019), deutscher Journalist
- Michael Hartmann (Soziologe) (* 1952), deutscher Soziologe
- Michael Hartmann (Politiker) (* 1963), deutscher Politiker (SPD)
- Michael Hartmann (Fußballspieler, 1971) (* 1971), deutscher Fußballspieler (Kickers Offenbach)
- Michael Hartmann (Fußballspieler, 1974) (* 1974), deutscher Fußballspieler (Hertha BSC, Hansa Rostock) und -trainer
- Mike Hartmann (Denkmalpfleger) (* 1966), deutscher Denkmalpfleger
- Mike Hartmann (Motorsportler) (* 1983), deutscher Endurosportler
- Moritz Hartmann (Offizier) (1657–1695), deutscher Schiffsoffizier
- Moritz Hartmann (Publizist) (1821–1872), österreichischer Journalist, Schriftsteller und Politiker
- Moritz Hartmann (Mediziner) (1852–1917), Vorsitzender der Ärztekammer Hessen-Nassau, Mitglied des Preußischen Ärztlichen Ehrengerichtshofes
- Moritz Hartmann (Fußballspieler) (* 1986), deutscher Fußballspieler

### N
- Nicolai Hartmann (1882–1950), deutscher Philosoph
- Nicolaus Hartmann (Architekt, 1838) (1838–1903), Vater, Schweizer Architekt des Historismus
- Nicolaus Hartmann (Architekt, 1880) (1880–1956), Schweizer Architekt, Sohn, Protagonist des Heimatstils
- Nicolaus Hartmann (Architekt, 1907) (1907–1980), Schweizer Architekt, Sohn des Vorigen
- Nicole Hartmann, deutsche Fußballspielerin
- Nik Hartmann (* 1972), Schweizer Fernseh- und Hörfunkmoderator
- Niklas Hartmann (* 1989), deutscher Fußballspieler
- Nikola Hartmann (* 1975), österreichische Ringerin
- Nikolai Hartmann (* 1972), deutscher Filmeditor
- Nikolaus Hartmann (Erziehungswissenschaftler) (1931–2018), deutscher Sonderpädagoge und Hochschullehrer
- Nina Hartmann (1836–1903), deutsche Opernsängerin (Sopran), siehe Nina Zottmayr-Hartmann
- Nina Hartmann (* 1981), österreichische Schauspielerin und Kabarettistin
- Norbert Hartmann (Mediziner) (1917–2014), deutscher Mediziner und Hochschullehrer
- Norbert Hartmann (Kulturfunktionär) (* 1938), deutscher Wirtschaftswissenschaftler, Unternehmer und Kulturfunktionär
- Norbert Hartmann (Maler) (1946–2007), deutscher Maler und Zeichner
- Norbert Hartmann (Fußballspieler) (* 1956), deutscher Fußballspieler

### O
- Ole Tage Hartmann (1936–2024), dänischer Schauspieler
- Olga Beggrow-Hartmann (1862–1922), deutsche Malerin
- Oliver Hartmann (* 1970), deutscher Songwriter, Sänger, Produzent und Gitarrist
- Oluf Hartmann (1879–1910), dänischer Maler
- Othmar Peter Hartmann (1898–1973), österreichischer Maler
- Otto Hartmann (Tierschützer) (1842–1927), deutscher Fabrikant und Tierschützer
- Otto Hartmann (Historiker) (1858–1908), deutscher Historiker
- Otto Hartmann (Schriftsteller) (Pseudonym Otto von Tegernsee; 1876–1930), deutscher Prokurist, Buchhändler und Schriftsteller
- Otto Hartmann (Offizier) (1884–1952), deutscher General der Artillerie
- Otto Hartmann (Jagdflieger) (1889–1917), deutscher Offizier
- Otto Hartmann (Politiker) (1899–nach 1933), deutscher Politiker (NSDAP)
- Otto Hartmann (Schauspieler) (1904–1994), österreichischer Schauspieler und Denunziant
- Otto Ernst Hartmann (1822–1877), deutscher Rechtswissenschaftler und Hochschullehrer
- Otto Julius Hartmann (1895–1989), österreichischer Biologe und Naturphilosoph
- Otto Karl Hartmann (1882–1945), deutscher Versicherungsjurist

### P
- Paul Hartmann (Unternehmer) (1812–1884), deutscher Unternehmer
- Paul Hartmann (Politiker, 1869) (1869–1942), deutscher Politiker (DDP)
- Paul Hartmann (Kunsthistoriker) (1869–1944), deutscher Theologe, Kunsthistoriker und Hochschullehrer
- Paul Hartmann (Politiker, 1878) (Paul Ernst Wilhelm Hartmann; 1878–1974), norwegischer Politiker
- Paul Hartmann (Schauspieler, 1889) (1889–1977), deutscher Schauspieler
- Paul Hartmann (Maler) (1890–1958), deutscher Maler und Grafiker
- Paul Hartmann (Widerstandskämpfer) (1907–1974), deutscher Widerstandskämpfer
- Paul Hartmann (Verleger) (1907–1979), französischer Verleger
- Paul Hartmann (Schauspieler, 1998) (* 1998), deutscher Schauspieler
- Paul Eduard Hartmann (1863–1914), deutscher Verwaltungsjurist
- Paula Hartmann (* 2001), deutsche Schauspielerin
- Peter Hartmann (Theologe) (1747–1821), deutscher Theologe und Zisterziensermönch
- Peter Hartmann (Politiker, vor 1831) (vor 1831–1834), deutscher Brauereibesitzer und Politiker, MdL Bayern
- Peter Hartmann (Seemann) (1884–1982), deutscher Seemann
- Peter Hartmann (Bildhauer) (1921–2007), Schweizer Bildhauer
- Peter Hartmann (Sprachwissenschaftler) (1923–1984), deutscher Sprachwissenschaftler und Hochschullehrer
- Peter Hartmann (Jurist) (1934–2023), deutscher Jurist und Richter
- Peter Hartmann (Staatssekretär) (1935–2023), deutscher Diplomat und Staatssekretär
- Peter Hartmann (Biologe) (1947–2010), deutscher Biologe und Tierökologe
- Peter Hartmann (Politiker, 1951) (* 1951), Schweizer Politiker (SP)
- Peter Hartmann (Politiker, 1970) (* 1970), Schweizer Politiker (Grüne)
- Peter Claus Hartmann (* 1940), deutscher Historiker
- Peter H. Hartmann (* 1957), deutscher Soziologe
- Peter Immanuel Hartmann (1727–1791), deutscher Mediziner
- Peter Wulf Hartmann, Autor von Das große Kunstlexikon von P.W. Hartmann
- Petra Hartmann (* 1970), deutsche Schriftstellerin
- Philipp Jakob Hartmann (1648–1707), deutscher Mediziner und Medizinhistoriker
- Philipp Karl Hartmann (1773–1830), thüringisch-österreichischer Mediziner, Pathologe, Philosoph und Redakteur
- Poul Hartmann (1878–1969), dänischer Ruderer
- Prokop Hartmann von Klarstein (1787–1868), Graf, Feldzeugmeister, Präsident des Militär-Appellationsgerichtes in Wien

### R
- R. Hartmann, Pseudonym von Karl Heinrich Wilhelm Louis Rosenbusch (1840–1895), deutscher Schriftsteller und Lehrer
- Rainer Hartmann (Jazzmusiker) (1958–2023), deutscher Jazzgitarrist
- Rainer Hartmann (Tourismusplaner) (* 1966), deutscher Freizeit- und Tourismusplaner und Hochschullehrer
- Rainer Hartmann (Moderator), deutscher Radiomoderator (SWR1)
- Ralf Hartmann (* 1962), deutscher Generalarzt
- Ralph Hartmann (1935–2020), deutscher Diplomat
- Rebekka Hartmann (* 1981), deutsche Violinistin
- Reiner Hartmann (1958–2003), deutscher Boxer
- Reinhard Hartmann (Sprachwissenschaftler) (1938–2024), österreichischer Sprachwissenschaftler, Lexikograf und Hochschullehrer
- Reinhard Hartmann (Ringer) (* 1953), österreichischer Ringer
- René Hartmann (* 1968), deutscher Bürgerrechtler
- Richard Hartmann (Maschinenfabrikant) (1809–1878), deutscher Maschinenfabrikant und sächsischer Eisenbahnpionier
- Richard Hartmann (Politiker) (1859–1933), deutscher Politiker (NLP, DDP)
- Richard Hartmann (Maler, 1868) (1868–1931), deutscher Maler
- Richard Hartmann (Orientalist) (1881–1965), deutscher Orientalist
- Richard Hartmann (Maler, 1901) (1901–2000), Schweizer Maler und Grafiker
- Richard Hartmann (SS-Mitglied) (* 1910), deutscher SS-Obersturmführer
- Richard Hartmann (Sportfunktionär) (1914–1984), deutscher Sportfunktionär
- Richard Hartmann (Theologe) (* 1958), deutscher Theologe und Hochschullehrer
- Richard Hartmann (Eishockeyspieler) (* 1975), slowakischer Eishockeyspieler und -trainer
- Robert von Hartmann (1802–1876), preußischer Generalmajor
- Robert Hartmann (Naturforscher) (1832–1893), deutscher Naturforscher
- Robert Hartmann (Jurist) (1901–nach 1961), Richter am Volksgerichtshof
- Robert Hartmann (Fußballspieler) (* 1926), deutscher Fußballspieler
- Robert Hartmann (Regisseur, 1939) (1939–1987), deutscher Filmregisseur
- Robert Hartmann (Journalist) (1940–2022), deutscher Journalist
- Robert Hartmann (Maler) (* 1949), deutscher Maler und Zeichner
- Robert Hartmann (Handballspieler) (* 1972), deutscher Handballspieler
- Robert Hartmann (Schiedsrichter) (* 1979), deutscher Fußballschiedsrichter
- Robert Hartmann (Regisseur, 1982) (* 1982), deutscher Theaterregisseur
- Robert Müller-Hartmann (1884–1950), deutscher Musikwissenschaftler und Komponist (1937 nach Großbritannien emigriert)
- Robert Wilhelm Hartmann (1827–1891), schwedischer Botaniker
- Roland Hartmann (* 2003), österreichischer Fußballspieler
- Roland K. Hartmann (Roland Karl Hartmann; * 1956), deutscher pharmazeutischer Chemiker und Hochschullehrer
- Rolf Hartmann (Gebrauchsgrafiker) (* 1935), deutscher Architekt, Ausstellungsgestalter und Gebrauchsgrafiker
- Rolf Hartmann (Bildhauer) (1937–2007), deutscher Bildhauer
- Rudolf Hartmann (1892–1972), deutscher Bankier, Offizier und Widerstandskämpfer
- Rudolf Hartmann (Politiker, 1856) (1856–1929), deutscher Politiker (DNVP)
- Rudolf Hartmann (General) (1885–1939), deutscher Generalmajor
- Rudolf Hartmann (Politiker, 1885) (1885–1945), deutscher Schriftsteller und Politiker (KPD)
- Rudolf Hartmann (Funktionär) (1895–1972), deutscher Genossenschaftsfunktionär
- Rudolf Hartmann (Regisseur) (1900–1988), deutscher Regisseur und Intendant
- Rudolf Hartmann (Japanologe) (1937–2020), deutscher Historiker und Japanologe
- Rudolf Hartmann (Fußballspieler) (* 1965), österreichischer Fußballspieler
- Rudolf A. Hartmann (1937–2006), deutscher Sänger
- Rudolph Hartmann (1816–1893), deutscher Arzt und Heimatforscher

### S
- Sabine Hartmann-Müller (* 1962), deutsche Politikerin (CDU), Mitglied im Landtag von Baden-Württemberg
- Sadakichi Hartmann (1867–1944), amerikanischer Dichter, Kunstkritiker, Bühnenautor und Schauspieler
- Sebastian Hartmann (Theaterregisseur) (* 1968), deutscher Schauspieler und Theaterregisseur
- Sebastian Hartmann (Politiker) (* 1977), deutscher Politiker (SPD)
- Sebastian Hartmann (Basketballspieler) (* 2004), deutscher Basketballspieler
- Shayan Hartmann (* 2000), deutscher Schauspieler
- Sibille Hartmann (1890–1973), deutsche Politikerin (Zentrum, CDU)
- Siegfried Hartmann (Politiker) (1871–1941), Schweizer Politiker
- Siegfried Hartmann (Publizist) (1875–1935), deutscher Ingenieur und technischer Publizist
- Siegfried Hartmann (Regisseur) (1927–2025), deutscher Filmregisseur und Drehbuchautor
- Sieglinde Hartmann (* 1945), deutsche Germanistin
- Sigismund Ferdinand Hartmann (1632–1681), Angehöriger des Ordens der Jesuiten, Mathematiker
- Simon Hartmann (* 1977), deutscher Politiker (SPD)
- Sophie Hartmann, Geburtsname von Sophie Diez (1820–1887), deutsche Schauspielerin und Sängerin (Sopran)
- Sophie Hartmann (Sängerin) (eigentlich Sophie Wiese; 1820/1830–1859), deutsche Opernsängerin (Mezzosopran)
- Sophie Hartmann (Schriftstellerin) (1901–1967), deutsche Schriftstellerin
- Sophie Burger-Hartmann (1868–1940), deutsch-schweizerische Bildhauerin und Kunsthandwerkerin
- Sören Hartmann (* 1963), deutscher Manager
- Stefan Hartmann (Historiker) (1943–2016), deutscher Historiker
- Stefan Hartmann (Theologe) (* 1954), deutscher römisch-katholischer Theologe und Schriftsteller
- Stefan Hartmann (Ingenieur) (* 1961), deutscher Ingenieur
- Stefan Hartmann (Politiker) (* 1968), deutscher Politiker
- Stefan Hartmann (Schauspieler) (* 1990), deutscher Schauspieler
- Stephan Hartmann (* 1968), deutscher Wirtschaftsphilosoph und Hochschullehrer
- Susanne Hartmann (Filmeditorin), deutsche Filmeditorin
- Susanne Hartmann (Künstlerin) (* 1959), deutsche Malerin und Kunsterzieherin
- Susanne Hartmann (Badminton) (Susanne Hartmann-Auchinleck), deutsche Badmintonspielerin
- Susanne Hartmann (Biologin) (* 1965), deutsche Biologin, Immunologin und Hochschullehrerin
- Susanne Hartmann (Politikerin) (* 1970), Schweizer Politikerin (CVP)
- Susanne Hartmann-Hanff (* vor 1965), deutsche Sozialpädagogin und Hochschullehrerin
- Sven Hartmann (* 1988), deutscher Basketballspieler
- Sven R. Hartmann (1932–2021), US-amerikanischer Physiker
- Swantje Hartmann (* 1973), deutsche Politikerin (CDU)

### T
- Thekla Hartmann (* 1993), deutsche Schauspielerin
- Theodor Hartmann (Lithograf) (1822–1867), deutscher Lithograf
- Theodor Hartmann (Unternehmer) (?–1917), deutscher Unternehmer
- Theodor Hartmann (Bürgermeister) (1907–1986), deutscher Jurist, Landrat und Bürgermeister/Oberbürgermeister von Schwäbisch Hall 1954–1974
- Theodor Hartmann (Architekt) (1910–1996), Schweizer Architekt
- Thérèse Glaesener-Hartmann (1858–1923), luxemburgische Porträt- und Stilllebenmalerin
- Thom Hartmann (* 1951), US-amerikanischer Journalist und Autor
- Thomas Hartmann (Theologe) (1548–1609), deutscher evangelischer Theologe und Kirchenlieddichter
- Thomas de Hartmann (1885–1956), russischer Komponist
- Thomas Hartmann (Biologe) (1937–2017), deutscher pharmazeutischer Biologe
- Thomas Hartmann (Journalist) (* 1947), deutscher Journalist, erster Chefredakteur der taz (Die Tageszeitung)
- Thomas Hartmann (Maler) (* 1950), deutscher Maler
- Thomas Hartmann (Tänzer) (1952–2019), deutscher Choreograph und Tänzer
- Thomas Hartmann, ein Pseudonym von Thomas Macho (* 1952), deutscher Kulturwissenschaftler
- Thomas Hartmann (Pfarrer) (* 1959), deutscher evangelischer Pfarrer und Autor
- Thomas Hartmann (Politologe) (* 1982), deutscher Politologe und Referent
- Thomas Hartmann (Radsportler) (* 1960), deutscher Radsportler
- Thomas Hartmann-Wendels (* 1957), deutscher Wirtschaftswissenschaftler
- Thyra Hamann-Hartmann (1910–2005), deutsche Textilkünstlerin, Kunstpädagogin und Bildwirkerin
- Timo Hartmann (* 1981), deutscher Herpetologe
- Tina Hartmann (* 1973), deutsche Professorin für Literaturwissenschaft, Autorin und Librettistin

### U
- Udo Hartmann (* 1970), deutscher Althistoriker
- Ulf Hartmann (* 1970), deutscher Singer-Songwriter
- Ulrich Hartmann (Landrat) (1930–2020), deutscher Politiker
- Ulrich Hartmann (Politiker) (1938–2011), deutscher Politiker (SPD)
- Ulrich Hartmann (Manager) (1938–2014), deutscher Industriemanager
- Ulrich Hartmann (Sportwissenschaftler) (* 1953), deutscher Sportwissenschaftler und Hochschullehrer
- Uwe Hartmann (Physiker) (* 1956/1957), deutscher Physiker und Hochschullehrer
- Uwe Hartmann (Kunsthistoriker) (* 1959), deutscher Kunsthistoriker
- Uwe Hartmann (Leichtathlet) (* 1959), deutscher Langstreckenläufer
- Uwe Hartmann (Offizier) (* 1962), deutscher Offizier und Autor

### V
- Valentin Hartmann (1791–1869), deutscher Generalmajor
- Vera Hartmann (* 1970), deutsche Architektin
- Verena Hartmann (* 1974), deutsche Politikerin (AfD) und Bundestagsabgeordnete

### W
- Waldemar Hartmann (Kunsthistoriker) (1888–1942), deutscher Kunsthistoriker
- Waldemar Hartmann (* 1948), deutscher Fernsehmoderator und Sportjournalist
- Walter Hartmann (Manager) (1881–??), deutscher Jurist und Bankmanager
- Walter Hartmann (Richter) (1887–1945), deutscher Jurist und Richter
- Walter Hartmann (General) (1891–1977), deutscher General
- Walter Hartmann (Politiker, 1892) (1892–1973), deutscher Politiker, Oberbürgermeister von Plauen
- Walter Hartmann (Maler) (1899–1948), deutscher Maler
- Walter Hartmann (SS-Mitglied) (1902–??), deutscher SS-Oberführer
- Walter Hartmann (Fußballspieler) (* 1925), deutscher Fußballspieler
- Walter Hartmann (Musiker) (1927–1992), deutscher Musiker
- Walter Hartmann (Biologe) (* 1943), deutscher Biologe, Obstzüchter und Autor
- Walter Hartmann (Politiker, 1949) (* 1949), liechtensteinischer Politiker
- Walther Hartmann (Politiker) (1873–1964), deutscher Jurist und Politiker, Oberbürgermeister von Remscheid
- Walther Georg Hartmann (1892–1970), Generalsekretär des Deutschen Roten Kreuzes
- Werner von Hartmann (1805–1866), deutscher Jurist und Politiker
- Werner Hartmann (Marineoffizier) (1902–1963), deutscher Kapitänleutnant
- Werner Hartmann (Maler, 1903) (1903–1981), Schweizer Maler und Zeichner
- Werner Hartmann (Physiker) (1912–1988), deutscher Physiker
- Werner Hartmann (Heimatforscher) (1923–2022), deutscher Heimatforscher
- Werner Hartmann (Richter) (1932–2004), deutscher Jurist und Richter
- Werner Hartmann (Basketballtrainer), deutscher Basketballtrainer
- Werner Hartmann (Maler, 1945) (1945–1993), Schweizer Maler und Grafiker
- Werner Hartmann (Fußballspieler) (* 1950), deutscher Fußballspieler
- Werner Hartmann (Didaktiker) (* 1953), Schweizer Informatikdidaktiker
- Werner Hartmann (Architekt) (* 1954), Schweizer Architekt
- Werner Hartmann (Leichtathlet) (* 1959), deutscher Leichtathlet
- Wiktor Alexandrowitsch Hartmann (1834–1873), russischer Architekt, Bildhauer und Maler
- Wilfried Hartmann (Erziehungswissenschaftler) (* 1941), deutscher Erziehungswissenschaftler
- Wilfried Hartmann (Historiker) (* 1942), deutscher Historiker
- Wilhelm Hartmann (Mediziner) (Gottfried Wilhelm; Wilhelm Hartmann der Ältere) (1770–1823), deutscher Arzt, Botaniker und Entomologe
- Wilhelm Hartmann (Kupferstecher) (Wilhelm Hartmann der Jüngere) (1800–1826), deutscher Kupferstecher und Lithograf
- Wilhelm Hartmann (Textilunternehmer) (1808–1872), deutscher Textilunternehmer
- Wilhelm Hartmann (Jurist) (1816–1889), deutscher Jurist und Richter
- Wilhelm Hartmann (Politiker, 1844) (1844–1909), deutscher Politiker (SPD), MdR
- Wilhelm Hartmann (Unternehmer, 1844) (1844–1926), deutscher Unternehmer und Stifter
- Wilhelm Hartmann (Politiker, 1848) (1848–1913), deutscher Politiker, Bürgermeister von Hadamar, MdPL Hessen-Nassau
- Wilhelm Hartmann (Maschinenbautechniker) (1853–1922), deutscher Maschinenbautechniker und Hochschullehrer
- Wilhelm Hartmann (Heimatforscher) (1890–1974), deutscher Heimatforscher
- Wilhelm Hartmann (Archivar), deutscher Stadtarchivar und Schriftsteller
- Wilhelm Eugen Hartmann (1853–1915), deutscher Elektrotechniker, siehe Eugen Hartmann

- Wilko Hartmann (1937–2021), deutscher General
- Winfried Hartmann (* 1936), deutscher Politiker (CDU)
- Wolf D. Hartmann (* 1946), deutscher Wirtschaftswissenschaftler, Ökologe und Autor
- Wolf Justin Hartmann (1894–1969), deutscher Schriftsteller und Offizier
- Wolffgang Hartmann (vor 1606–1663), deutscher Kupferstecher und Maler
- Wolfgang Hartmann (Schriftsteller) (1891–1981), Schweizer Schriftsteller
- Wolfgang Hartmann (Maler) (1928–2013), deutscher Maler
- Wolfgang Hartmann (Schauspieler) (* 1947), Schauspieler
- Wolfgang Hartmann (Skispringer) (* 1959), deutscher Skispringer
- Wulf Hartmann (1941–2011), deutscher Maler und Bildhauer

### X
- Xaver Hartmann (1776–1850), deutscher Landwirt und Politiker

### Z
- Zdenka Hartmann-Procházková (1926–2021), tschechisch-österreichische Schauspielerin